# Мирус, Борис Михайлович
Борис Михайлович Мирус (19 августа 1928, Синяково — 13 апреля 2021, Львов) — украинский советский актёр, народный артист Украинской ССР (1991).

## Биография
Родился 19 августа 1928 года в селе Синяково (ныне в составе города Чертков) Тернопольской области в крестьянской семье.
В 1948 окончил театральную студию при Львовском украинском драматическом театре им. М. Заньковецкой и начал работать в театре. Учился также в Киевском институте театрального искусства им. И. Карпенко-Карого, но не окончил. В 1949 году был репрессирован. Арестован 2 июля 1949 года, обвинён в национализме и подготовке покушения на Никиту Хрущёва, осуждён по ст. 54-1а, 11 УК УССР на 10 лет. Сидел в Воркутинском лагере, работал в лагерном театре. Освободился 18 сентября 1956 года и выехал в Феодосию. С 1957 года — один из ведущих актёров Львовского Национального драматического театра имени М. Заньковецкой.
Снимался на киностудии им. Довженко. Играл в спектаклях «Хелемские мудрецы» (в роли мудреца, по произведением классика еврейской литературы Мойше Гершензона), «Квартет» (английского драматурга Рональда Харвуда) и других.
Получил премию имени Бориса Романицкого в области культуры, литературы, искусства, журналистики и архитектуры за актёрские работы, исполненные в 2011—2013 годы. Награждён орденом «За заслуги» ІІІ степени (2019).
Скончался 13 апреля 2021 года.

## Фильмография
- 1960 — Иванна — Дмитрий Андреевич Каблак
- 1967 — Десятый шаг — Корчун
- 1970 — Семья Коцюбинских  — атаман Волох
- 1973 — Будни уголовного розыска — Павел Данилович Хлопов
- 1977 — Маринка, Янка и тайны королевского замка
- 1983 — Провал операции «Большая Медведица» — Степан Шулика
- 1988 — Прошедшее вернуть — Вильгельм II
- 1990 — Война на западном направлении
- 1995 — Иисус, сын Бога живого  — Каиафа